# Lutsharel Geertruida
Lutsharel Geertruida (sinh ngày 18 tháng 7 năm 2000) là một cầu thủ bóng đá chuyên nghiệp người Hà Lan hiện đang thi đấu cho câu lạc bộ RB Leipzig tại Bundesliga và Đội tuyển bóng đá quốc gia Hà Lan. Anh thường chơi ở vị trí hậu vệ cánh phải nhưng cũng có thể chơi ở các vị trí trung vệ hoặc tiền vệ phòng ngự.

## Sự nghiệp câu lạc bộ

### Khởi đầu sự nghiệp
Geertruida sinh ra gần sân nhà De Kuip của Feyenoord tại Rotterdam. Anh khởi đầu sự nghiệp bóng đá của mình trong màu áo Overmaas Rotterdam trước khi chuyển đến Spartaan '20 khi mới 7 tuổi. Hai năm sau, anh gia nhập học viện bóng đá trẻ của Sparta Rotterdam và gắn bó ba năm tại đó trước khi ký hợp đồng với đội trẻ của Feyenoord tại khu thể thao Varkenoord (tiếng Hà Lan: Sportcomplex Varkenoord).

### Feyenoord
Geertruida chơi trận ra mắt cho đội một vào ngày 25 tháng 10 năm 2017 ở vòng 2 Cúp KNVB gặp AVV Swift khi vào sân thay người ở phút thứ 77 cho Jerry St. Juste.
Vào ngày 21 tháng 4 năm 2024, Geertruida đá chính trong trận chung kết Cúp KNVB 2023–24 gặp NEC Nijmegen. Anh cùng Feyenoord giành chức vô địch Cúp KNVB sau khi Feyenoord đánh bại NEC Nijmegen trong trận chung kết với tỷ số 1–0.

### RB Leipzig
Vào ngày 30 tháng 8 năm 2024, Geertruida chuyển đến câu lạc bộ RB Leipzig tại Bundesliga và ký hợp đồng có thời hạn 5 năm với câu lạc bộ. Anh sẽ mặc số áo 3 trong màu áo câu lạc bộ.

## Sự nghiệp quốc tế
Sinh ra tại Hà Lan, Geertruida mang nguồn gốc Curaçao. Anh từng là cầu thủ trẻ quốc tế của Hà Lan. Vào ngày 21 tháng 3 năm 2021, Geertruida được triệu tập vào đội tuyển bóng đá U-21 quốc gia Hà Lan tham dự Giải vô địch U-21 châu Âu 2021 để thay thế cho cầu thủ Jurriën Timber bị ốm.
Anh được triệu tập vào đội hình sơ bộ của đội tuyển quốc gia Curaçao tham dự Cúp Vàng CONCACAF 2021 nhưng đã không tham gia giải đấu.
Vào ngày 17 tháng 3 năm 2023, Geertruida lần đầu tiên được gọi lên đội tuyển quốc gia Hà Lan cho các trận đấu gặp Pháp và Gibraltar trong khuôn khổ vòng loại Euro 2024. Anh ra mắt trong trận thua 4–0 trước Pháp trên sân khách khi được tung vào sân ngay từ đầu.
Vào tháng 6 năm 2023, Geertruida tham dự vòng chung kết UEFA Nations League 2023 cùng với đội tuyển Hà Lan, nơi anh chơi trọn vẹn trận đấu gặp Croatia ở bán kết và 45 phút đầu tiên với Ý ở trận play-off tranh hạng ba.
Vào tháng 5 năm 2024, Geertruida là một phần của đội hình sơ bộ cho UEFA Euro 2024. Hai tuần sau, anh đã được đưa vào đội hình chính thức. Anh ra mắt giải đấu Euro 2024 vào ngày 21 tháng 6 năm 2024 khi vào sân thay người ở phút thứ 73 trong trận hòa 0–0 với Pháp.

## Đời tư
Trong những năm đầu tại Feyenoord, Geertruida hiếm khi xuất hiện trước ống kính máy quay vì anh phải vật lộn với hội chứng nói lắp nghiêm trọng. Do đó, anh đã chọn không tham gia bất kỳ cuộc phỏng vấn nào.

## Thống kê sự nghiệp

### Câu lạc bộ
Tính đến 25 tháng 8 năm 2024
| Câu lạc bộ          | Mùa giải            | Giải vô địch        | Giải vô địch | Giải vô địch | Cúp quốc gia | Cúp quốc gia | Châu lục | Châu lục | Khác | Khác | Tổng cộng | Tổng cộng |
| Câu lạc bộ          | Mùa giải            | Hạng đấu            | Trận         | Bàn          | Trận         | Bàn          | Trận     | Bàn      | Trận | Bàn  | Trận      | Bàn       |
| ------------------- | ------------------- | ------------------- | ------------ | ------------ | ------------ | ------------ | -------- | -------- | ---- | ---- | --------- | --------- |
| Feyenoord           | 2017–18             | Eredivisie          | 0            | 0            | 1            | 0            | 0        | 0        | —    | —    | 1         | 0         |
| Feyenoord           | 2018–19             | Eredivisie          | 2            | 0            | 1            | 0            | 2        | 0        | 0    | 0    | 5         | 0         |
| Feyenoord           | 2019–20             | Eredivisie          | 17           | 0            | 3            | 0            | 6        | 0        | —    | —    | 26        | 0         |
| Feyenoord           | 2020–21             | Eredivisie          | 30           | 5            | 2            | 2            | 5        | 1        | 0    | 0    | 37        | 8         |
| Feyenoord           | 2021–22             | Eredivisie          | 28           | 3            | 1            | 0            | 12       | 1        | —    | —    | 41        | 4         |
| Feyenoord           | 2022–23             | Eredivisie          | 30           | 3            | 3            | 0            | 8        | 0        | —    | —    | 41        | 3         |
| Feyenoord           | 2023–24             | Eredivisie          | 34           | 8            | 5            | 1            | 7        | 0        | 1    | 0    | 47        | 9         |
| Feyenoord           | 2024–25             | Eredivisie          | 3            | 0            | —            | —            | —        | —        | 1    | 0    | 4         | 0         |
| Feyenoord           | Tổng cộng           | Tổng cộng           | 144          | 19           | 16           | 3            | 34       | 2        | 2    | 0    | 202       | 23        |
| RB Leipzig          | 2024–25             | Bundesliga          | 0            | 0            | 0            | 0            | 0        | 0        | —    | —    | 0         | 0         |
| Tổng cộng sự nghiệp | Tổng cộng sự nghiệp | Tổng cộng sự nghiệp | 144          | 19           | 16           | 3            | 34       | 2        | 2    | 0    | 202       | 23        |

1. ↑  Bao gồm KNVB Cup và DFB-Pokal
2. 1 2 3 4  Ra sân tại UEFA Europa League
3. ↑  Mùa giải bị cắt ngắn do đại dịch COVID-19 tại Hà Lan
4. ↑  Ra sân tại UEFA Europa Conference League
5. ↑  Ra sân sáu lần tại UEFA Champions League, ra sân một lần tại UEFA Europa League
6. 1 2  Ra sân tại Siêu cúp bóng đá Hà Lan

### Quốc tế
Tính đến 7 tháng 9 năm 2024
| Đội tuyển quốc gia | Năm       | Trận | Bàn |
| ------------------ | --------- | ---- | --- |
| Hà Lan             | 2023      | 6    | 0   |
| Hà Lan             | 2024      | 6    | 0   |
| Tổng cộng          | Tổng cộng | 12   | 0   |

## Danh hiệu

### Câu lạc bộ
- Eredivisie: 2022–23[21]
- KNVB Cup: 2017–18, 2023–24[7]
- Johan Cruyff Shield: 2018, 2024
- Á quân UEFA Europa Conference League: 2021–22[22]

### Cá nhân
- Cầu thủ tài năng xuất sắc nhất tháng Eredivisie: Tháng 9 năm 2020, tháng 1 năm 2021
- Đội hình tiêu biểu nhất Eredivisie: Tháng 9 năm 2020, tháng 1 năm 2021, tháng 2 năm 2023, tháng 3 năm 2023,[23] tháng 5 năm 2023, tháng 8 năm 2023,[24] tháng 10 năm 2023,[25] tháng 12 năm 2023,[26] tháng 1 năm 2024,[27] tháng 2 năm 2024[28]
- Đội hình tiêu biểu nhất UEFA Europa Conference League: 2021–22[29]